# 사라마카구

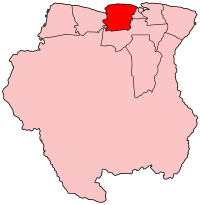
사라마카 구의 위치

사라마카구(네덜란드어: Saramacca)는 수리남의 구로 행정 중심지는 흐로닝언이며 면적은 3,636km2, 인구는 17,480명(2012년 기준), 인구 밀도는 4.8명/km2이다. 서쪽으로는 코로니 구, 남쪽과 남동쪽으로는 브라질, 북동쪽으로는 바니카 구와 접한다. 6개 지방 자치체를 관할한다.